# Królestwo Rarotonga
Królestwo Rarotonga (maoryski Mātāmuatanga Rarotonga) – państwo istniejące w latach 1858–1893 na Wyspach Cooka.
Państwo powstało w 1858 w wyniku zjednoczenia wysp leżących w archipelagu przez władcę wyspy Rarotonga (stąd późniejsza nazwa państwa).
W 1888 królestwo dobrowolnie przyjęło protektorat Wielkiej Brytanii. W roku 1893 Brytyjczycy zwiększyli swoją kontrolę nad wyspami, zaś nazwę państwa zmieniono na Federacja Wysp Cooka.
W 1901 Brytyjczycy włączyli państwo w skład kolonii Nowa Zelandia. Królowi pozostawiono jedynie tytularną władzę na wyspie Rarotonga.

Flaga z lat 1858-1888
Flaga z lat 1888-1893
Flaga z lat 1893-1901